# ビッグスポーツ賞
ビッグスポーツ賞（ビッグスポーツしょう）は日本教育テレビ（NET）→テレビ朝日が主催するスポーツに関する賞。

## 概要
NETテレビで『ビッグスポーツ』が放送開始した1966年から毎年優れた日本人スポーツ選手・団体に表彰するもので、同番組終了後も開催されている。
2021年度で55周年を迎えた。
最高賞はビッグスポーツ賞。その他新人賞や特別賞、五輪開催年には五輪奨励賞が授与される。またテレビ朝日のスポーツ番組名を冠した部門賞もある。
表彰式は、テレビ朝日およびANN系列局ならびに朝日新聞社・日刊スポーツなどのスポーツ関係者などが一堂に会するテレビ朝日スポーツ新年会を兼ねて開催される。
2020年度は新型コロナウイルス感染症の世界的流行などにより国内外で各種スポーツ競技大会が軒並み中止・延期になった影響を受けてビッグスポーツ賞の選考・授与をとり止めた。また、2021年度・2022年度はビッグスポーツ賞の発表は行われたが、授与は実施されなかった。2023年度は、2019年度以来、4年ぶりに賞の授与が実施された。

## 主な歴代受賞者

### ビッグスポーツ賞
- 第43回（2008年）：北島康介、吉田沙保里、伊調馨、内柴正人、石井慧、谷本歩実、上野雅恵、ソフトボール日本代表[1]
- 第44回（2009年）：上村愛子、古賀淳也、内村航平[2]
- 第45回（2010年）：髙橋大輔、松田知幸[3]
- 第46回（2011年）：FIFA女子ワールドカップ日本女子代表、室伏広治、内村航平[4]
- 第47回（2012年）：吉田沙保里、松本薫、村田諒太、小原日登美、米満達弘、伊調馨、内村航平[5]
- 第48回（2013年）：瀬戸大也、内村航平[6]
- 第49回（2014年）：羽生結弦、内村航平[7]
- 第50回（2015年）：体操男子日本代表（内村航平、白井健三、萱和磨）、羽生結弦、瀬戸大也、鈴木雄介[8]
- 第51回（2016年）：萩野公介、金藤理絵、体操男子日本代表（内村航平、加藤凌平、山室光史、田中佑典、白井健三）、大野将平、ベイカー茉秋、田知本遥、伊調馨、登坂絵莉、土性沙羅、川井梨紗子、バドミントン女子ダブルス日本代表（高橋礼華、松友美佐紀）、羽生結弦[9]
- 第52回（2017年）：羽生結弦、渡辺一平、スピードスケート女子パシュート日本代表（髙木菜那、髙木美帆、佐藤綾乃、菊池彩花）、小平奈緒[10][11]
- 第53回（2018年）：羽生結弦、小平奈緒、スピードスケート女子パシュート日本代表（髙木菜那、髙木美帆、佐藤綾乃、菊池彩花）
- 第54回（2019年）：髙木美帆、瀬戸大也、世界野球プレミア12日本代表、渋野日向子
- 第55回（2021年）：大谷翔平、大坂なおみ、松山英樹、笹生優花、阿部詩、阿部一二三、水谷隼・伊藤美誠、大橋悠依、東京オリンピックソフトボール日本代表、橋本大輝、東京オリンピック野球日本代表、髙藤直寿、堀米雄斗、西矢椛、大野将平、永瀬貴規、新井千鶴、濵田尚里、ウルフ・アロン、素根輝、東京オリンピックフェンシング男子エペ団体日本代表（見延和靖、加納虹輝、山田優、宇山賢）、入江聖奈、四十住さくら、川井友香子、川井梨紗子、喜友名諒、向田真優、乙黒拓斗、須﨑優衣[12]
- 第56回（2022年）：大谷翔平、小林陵侑、平野歩夢、髙木美帆、山西利和、山口茜[13]
- 第57回（2023年）：侍ジャパン 野球日本代表、三浦瑠来・木原龍一、乾友紀子、橋本大輝[14]
- 第58回（2024年）：北口榛花、体操男子団体日本代表（橋本大輝、岡慎之助、萱和磨、杉野正尭、谷川航）、岡慎之助、藤波朱理、櫻井つぐみ、元木咲良、鏡優翔、樋口黎、清岡幸大郎、文田健一郎、日下尚、加納虹輝、フェンシング男子フルーレ団体日本代表（松山恭助、飯村一輝、敷根崇裕、永野雄大）、角田夏実、阿部一二三、永瀬貴規、吉沢恋、堀米雄斗、湯浅亜実

### ビッグスポーツ特別賞
- 第43回（2008年）：太田雄貴、塚原直貴、末續慎吾、髙平慎士、朝原宣治、浅田真央、上村愛子
- 第44回（2009年）：入江陵介、尾崎好美、村上幸史、柔道世界選手権金メダリスト（福見友子、中村美里、上野順恵）、レスリング世界選手権金メダリスト（吉田沙保里、西牧未央）、鶴見虹子
- 第45回（2010年）：浅田真央、長島圭一郎、スピードスケート女子パシュート（穂積雅子、田畑真紀、小平奈緒）、内村航平、柔道世界選手権金メダリスト（穴井隆将、杉本美香、秋本啓之、上野順恵、松本薫、森下純平、浅見八瑠奈、西田優香、上川大樹）、レスリング世界選手権金メダリスト（坂本日登美、吉田沙保里、伊調馨）
- 第46回（2011年）：柔道世界選手権金メダリスト（海老沼匡、中矢力、浅見八瑠奈、中村美里、佐藤愛子）、レスリング世界選手権金メダリスト（小原日登美、吉田沙保里、伊調馨）、安藤美姫
- 第47回（2012年）：なでしこJAPAN、競泳男子4×100mメドレーリレー（入江陵介、北島康介、松田丈志、藤井拓郎）、鈴木聡美、三宅宏実、フェンシングフルーレ団体（太田雄貴、千田健太、淡路卓、三宅諒）、バドミントン女子ダブルス（藤井瑞希、垣岩令佳）、卓球女子団体（福原愛、石川佳純、平野早矢香）、室伏広治、浅田真央、髙橋大輔
- 第48回（2013年）：吉田沙保里、伊調馨、海老沼匡、亀山耕平、加藤凌平、萩野公介、ソフトボール日本代表、中山由起枝、浅田真央、高梨沙羅
- 第49回（2014年）：葛西紀明、平野歩夢、高梨沙羅、浅田真央、錦織圭、萩野公介、レスリング世界選手権金メダリスト（吉田沙保里、伊調馨、登坂絵莉）、世界柔道選手権金メダリスト（海老沼匡、中矢力、宇高菜絵）、ソフトボール女子日本代表
- 第50回（2015年）：太田雄貴、世界水泳金メダリスト（星奈津美、渡部香生子）、レスリング世界選手権金メダリスト（吉田沙保里、伊調馨、登坂絵莉）、柔道世界選手権金メダリスト（羽賀龍之介、大野将平、永瀬貴規、松本薫、中村美里、梅木真美）
- 第51回（2016年）：吉田沙保里、陸上男子400mリレー日本代表（飯塚翔太、山縣亮太、ケンブリッジ飛鳥、桐生祥秀）、荒井広宙、卓球男子日本代表（丹羽孝希、水谷隼、吉村真晴）、奥原希望、羽根田卓也
- 第52回（2017年）：高梨沙羅、堀島行真、小野塚彩那、フィギュアスケート日本代表（羽生結弦、宇野昌磨、三原舞依、樋口新葉、須藤澄玲＆フランシス・ブードロー＝オデ、村元哉中＆クリス・リード）、卓球混合ダブルス日本代表（吉村真晴、石川佳純）、奥原希望、レスリング世界選手権金メダリスト（高橋侑希、文田健一郎、土性沙羅、川井梨紗子、奥野春菜、須崎優衣）、柔道世界選手権金メダリスト（橋本壮市、髙藤直寿、ウルフ・アロン、阿部一二三、新井千鶴、志々目愛、渡名喜風南、中矢力、王子谷剛志、原沢久喜、長澤憲大、宇高菜絵、芳田司、新添左季、朝比奈沙羅、素根輝）、世界体操金メダリスト（白井健三、村上茉愛）
- 第53回（2018年）：渡部暁斗、宇野昌磨、平野歩夢、高梨沙羅、原大智、女子カーリング日本代表（藤澤五月、吉田知那美、鈴木夕湖、吉田夕梨花、本橋麻里）、桃田賢斗、永原和可那、松本麻佑、バドミントン女子団体日本代表、吉田愛、吉岡美帆、大坂なおみ、柔道世界選手権金メダリスト（高藤直寿、阿部一二三、阿部詩、芳田司、新井千鶴、濵田尚里、朝比奈沙羅、柔道男女混合日本代表）、レスリング世界選手権金メダリスト（乙黒拓斗、川井梨紗子、向田真優、須崎優衣、奥野春菜）、紀平梨花
- 第54回（2019年）：大坂なおみ、小平奈緒、小林陵侑、桃田賢斗、永原和可那、松本麻佑、楢﨑智亜、柔道世界選手権金メダリスト（丸山城志郎、大野将平、阿部詩、素根輝、橋本壮市、向翔一郎、村尾三四郎、原沢久喜、影浦心、玉置桃、芳田司、新井千鶴、大野陽子、濵田尚里）、レスリング世界選手権金メダリスト（文田健一郎、川井梨紗子）、鈴木雄介、山西利和、森ひかる
- 第55回（2021年）：東京オリンピックバスケットボール女子日本代表、高梨沙羅、世界体操金メダリスト（村上茉愛、芦川うらら）
- 第56回（2022年）：鍵山優真、宇野昌磨、坂本花織、北京オリンピックフィギュアスケート団体日本代表（宇野昌磨、鍵山優真、樋口新葉、坂本花織、三浦璃来・ 木原龍一、小松原美里・ 小松原尊）、森重航、北京オリンピックスピードスケート女子団体パシュート日本代表（髙木菜那、髙木美帆、佐藤綾乃）、北京オリンピックカーリング女子日本代表（藤澤五月、吉田知那美、鈴木夕湖、吉田夕梨花、石崎琴美）、堀島行真、渡部暁斗、北京オリンピックスキー男子団体日本代表（渡部暁斗、渡部善斗、永井秀昭、山本涼太）、冨田せな、村瀬心椛、乾友紀子、レスリング世界選手権金メダリスト（樋口黎、成國大志、須﨑優衣、志士地真優、櫻井つぐみ、尾﨑野乃香、森川美和）、柔道世界選手権金メダリスト（髙藤直寿、阿部一二三、角田夏実、阿部詩、堀川恵）、柔道世界選手権大会男女混合団体戦日本代表（原田健士、田嶋剛希、増山香補、太田彪雅、斉藤立、橋本壮市、玉置桃、堀川恵、新添左季、冨田若春、舟久保遙香）、橋本大輝、中村輪夢、森ひかる、フィギュアスケートグランプリファイナル金メダリスト（三原舞依、三浦璃来・木原龍一）
- 第57回（2023年）：三木つばき、長谷川帝勝、宇野昌磨、坂本花織、阿部一二三、角田夏実、阿部詩、新添左季、素根輝、柔道世界選手権男女混合団体戦日本代表（橋本壮市、斉藤立、村尾三四郎、影浦心、田嶋剛希、古賀颯人、瀬川麻優、桑形萌花、玉置桃、舟久保遙香、新添左季、素根輝）、比嘉もえ・安永真白、江村美咲、フェンシング世界選手権男子フルーレ日本代表（松山恭助、敷根崇裕、飯村一輝、鈴村健太）、岡田奎樹・吉岡美帆、須崎優衣、藤波朱理、櫻井つぐみ、鏡優翔、体操男子日本団体（橋本大輝、萱和磨、南一輝、杉本海誉斗）、開心那、白井空良、織田夢海
- 第58回（2024年）：坂本花織、玉井陸斗、佐藤大宗、松山英樹、総合馬術団体日本代表（大岩義明、戸本一真、北島隆三、田中利幸）、フェンシング女子フルーレ団体日本代表（東晟良、上野優佳、宮脇花綸、菊池小巻）、フェンシング女子サーブル団体日本代表（江村美咲、福島史帆実、尾﨑世梨、髙嶋理紗）、島田麻央

### ビッグスポーツ五輪奨励賞
- 第44回（2009年）：ノルディック複合日本チーム（湊祐介、加藤大平、渡部暁斗、小林範仁）
- 第45回（2010年）：福島千里、全日本女子バレーボール
- 第46回（2011年）：競泳世界選手権メダリスト（北島康介、松田丈志、入江陵介、堀畑裕也、寺川綾）、体操男子団体代表（内村航平、田中和仁、小林研也、山室光史、沖口誠、田中佑典）、卓球ロンドン五輪日本代表（水谷隼、岸川聖也、石川佳純、福原愛）、三宅宏実、伊藤正樹
- 第47回（2012年）：高梨沙羅
- 第48回（2013年）：伊藤みき、平岡卓、羽生結弦
- 第49回（2014年）：白井健三、渡部香生子
- 第50回（2015年）：濱田真由、谷井孝行、新体操日本代表
- 第51回（2016年）：高梨沙羅、スピードスケート女子チームパシュート日本代表（押切美沙紀、髙木菜那、髙木美帆）
- 第52回（2017年）：新体操日本代表（松原梨恵、杉本早裕吏、国井麻緒、横田葵子、竹中七海、鈴木歩佳、皆川夏穂）、伊藤有希、岸彩乃、糸数陽一
- 第53回（2018年）：池江璃花子、喜友名諒、宮原美穂、大迫傑 [15]
- 第54回（2019年）：見延和靖、野口啓代、新体操団体日本代表（杉本早裕吏、松原梨恵、横田葵子、熨斗谷さくら、竹中七海、鈴木歩佳）、伊藤美誠、張本智和
- 第56回（2022年）：玉井陸斗、三上紗也可、金戸凛、本多灯、北口榛花
- 第57回（2023年）：安楽宙人、森秋彩、半井重幸
- 第58回（2024年）：ソフトボール女子日本代表、佐藤水菜

### ビッグスポーツ新人賞
- 第43回（2008年）：内村航平、錦織圭、西牧未央
- 第44回（2009年）：田知本遥
- 第45回（2010年）：村上佳菜子、飯塚翔太、ユースオリンピック金メダリスト（佐藤優香、宮原優、高橋侑希、神本雄也、田代未来、五十嵐涼亮、丹羽孝希、谷岡あゆか）
- 第46回（2011年）：松山英樹、高梨沙羅、渡部香生子
- 第47回（2012年）：山口観弘、萩野公介、大江光、バドミントン世界ジュニア男女シングルス（桃田賢斗、奥原希望）
- 第48回（2013年）：登坂絵莉、髙藤直寿、濱田真由
- 第49回（2014年）：近藤亜美
- 第50回（2015年）：鬼塚雅
- 第51回（2016年）：畑岡奈紗
- 第52回（2017年）：張本智和
- 第53回（2018年）：北園丈琉
- 第54回（2019年）：望月慎太郎
- 第55回（2021年）：開心那
- 第56回（2022年）：成田実生、馬場咲希、蟬川泰果、渡部葉月
- 第57回（2023年）：小野寺吟雲、島田麻央
- 第58回（2024年）：赤間凛音、松下知之

### ビッグスポーツ特別功労賞
- 第43回（2008年）：古橋廣之進、川淵三郎、王貞治
- 第45回（2010年）：尾崎将司
- 第48回（2013年）：長嶋茂雄、松井秀喜
- 第49回（2014年）：星野仙一
- 第50回（2015年）：野村忠宏
- 第51回（2016年）：室伏広治、北島康介
- 第52回（2017年）：宮里藍、浅田真央
- 第53回（2018年）：福原愛
- 第54回（2019年）：吉田沙保里
- 第57回（2023年）：石川佳純
- 第58回（2024年）：宇野昌磨、入江陵介、大橋悠依

### ビッグスポーツ“Road to 2020”奨励賞
- 第48回（2013年）：白井健三
- 第49回（2014年）：岩出玲亜、阿部一二三、山口茜
- 第50回（2015年）：サニブラウン・アブデル・ハキーム、池江璃花子
- 第51回（2016年）：空手日本代表（荒賀龍太郎、植草歩、喜友名諒、清水希容）
- 第52回（2017年）：桐生祥秀
- 第53回（2018年）：村上茉愛、四十住さくら
- 第54回（2019年）：西村碧莉、岡本碧優、橋本大輝、中村輪夢

### ビッグスポーツ特別貢献賞
- 第54回（2019年）：ラグビー日本代表[16]
- 第57回（2023年）：バスケットボール男子日本代表、バレーボール男子日本代表、ハンドボール男子日本代表
- 第58回（2024年）：半井重幸、江村美咲

### 追加受賞者

#### テレビ朝日スポーツ放送大賞
- 第43回（2008年）：浅田真央、石川遼、埼玉西武ライオンズ
- 第44回（2009年）：ワールド・ベースボール・クラシック日本代表、石川遼、松井秀喜
- 第47回（2012年）：サッカー日本代表
- 第53回（2018年）：大谷翔平 [17]
- 第57回（2023年）：大谷翔平、栗山英樹、バスケットボール男子日本代表[18]

#### テレビ朝日スポーツ放送特別賞
- 第50回（2015年）：侍ジャパン
- 第54回（2019年）：羽生結弦[19]
- 第57回（2023年）：サッカー日本代表[18]

#### テレビ朝日スポーツ放送奨励賞
- 第53回（2018年）：体操男子団体日本代表、森ひかる、宇山芽紅、瀬戸大也、渡辺一平、大橋悠依、ヨハン・デ・ヴィット[20]、棚橋弘至
- 第54回（2019年）：佐藤駿 [21]
- 第57回（2023年）：本多灯、成田実生、玉井陸斗、吉田陽菜、福島あゆみ（AYUMI）、渡辺勇大、東野有紗、内藤哲也[18]

##### その他の賞
- 第43回（2008年）
  - 日本サッカー応援宣言!やべっちFC賞（サッカープロジェクト賞）：遠藤保仁（ガンバ大阪）、澤穂希（なでしこＪAPAN）
  - 水泳プロジェクト賞：北島康介、松田丈志、中村礼子、宮下純一、藤井拓郎、佐藤久佳、鈴木絵美子、原田早穂、平井伯昌（競泳日本代表コーチ）
  - ゴルフプロジェクト賞：今田竜二
  - スーパーベースボール賞：読売巨人軍
  - フィギュアスケートプロジェクト賞：小塚崇彦
  - GetSports賞：内藤恵美
  - ワールドプロレスリング賞：天山広吉、小島聡